# Ниска жълтуга
Ниската жълтуга (Genista depressa) е храст от семейство Бобови, разпространен на Балканския полуостров и Крим.
Среща се по сухи каменисти склонове и пасища на височина от 300 до 2900 m.
Достига до 30 cm. Стъблата са набраздени, голи или с меки власинки. Листата – продълговати, заострени, дълги от 8 до 25 mm и широки от 2 до 5 mm. Цветовете са с жълто, голо, до 5 mm дълго венче, събрани в къси гроздовидни съцветия. Плодовете са дълги до 2 cm, сплескани отстрани. Растението цъфти през май – юли.